# Perdizes
Perdizes  est une ville brésilienne de l'État du Minas Gerais.
Sa population était estimée à 14 391 habitants en 2010 et elle s'étend sur 2 450,145 km2.
Elle appartient à la Microrégion d'Araxá dans la Mésorégion du Triangle mineiro et Haut-Paranaíba.